# George Whetstone
George Whetstone (getauft 1550; † 1587) war ein englischer Dramatiker und Autor.

## Leben
George Whetstone entstammte einer wohlhabenden Familie aus Barnack bei Stamford. Er erhielt jedoch nur ein kleines Erbe, das bald aufgebraucht war. 1572 trat er in den Militärdienst und diente in einem Regiment in den Niederlanden. Dort traf er auch George Gascoigne und Thomas Churchyard (* um 1520; † 1604).
Im Jahr 1576 veröffentlichte er sein erstes Werk, Rocke of Regards, aus dem Italienischen übernommene Prosa- und Verserzählungen. Er begleitete Sir Humphrey Gilbert auf seiner Expedition (1578/79) und hielt sich 1580 in Italien auf. 1585 trat er wieder in den Militärdienst und nahm an der Schlacht bei Zutphen teil.
Er war ein führender Literaturkritiker der elisabethanischen Zeit. Seine zweiteilige Komödie The right, excellent and famous Historye of Promos and Cassandra (1578) lieferte eine der literarischen Vorlagen für Shakespeares Stück Maß für Maß.

## Werke
- Rocke of Regards (1576)
- The right, excellent and famous Historye of Promos and Cassandra (1578)
- Heptameron of Civil Discourses (1582)
- A Mirour for Magestrates (1584)
- The Honourable Reputation of a Souldier (1585)
- English Myrror (1586)
- The Censure of a Loyall Subject (1587)